# 이상우 (1648년)
이상우(李商雨, 1648년 7월 26일 ~ 1742년 8월 22일)는 조선 후기의 문신이며 자(字)는 성택(聖澤) 또는 설지(說之), 택보(澤甫), 본관은 우계(羽溪)이다. 이희헌(李希憲)의 증손자였으며 태화 이현상(太華 李顯相)의 고조부가 된다. 경기도 포천 출신.
유학으로 관학유생이 되었으며 1681년(숙종 7년) 식년문과에 병과로 급제, 1682년(숙종 8년) 교서관정자, 저작, 1683년 1월 문신 전강에 불참했다 하여 파직되었다가 1684년 서용되었다. 그해 교서관 저작, 박사 등을 지냈다. 1684년 의영고주부, 교서관 교리, 의영고 주부 등을 거쳐 1686년(숙종 12) 성균관전적, 교서관검교, 이듬해 저작 등을 거쳐 1694년(숙종 20) 갑술환국 후 면직되었다. 1705년(숙종 31년) 교서관검교, 승문원검교 등을 거쳐 1709년 제주도교수에 임명되었으나 병으로 부임이 어렵다는 정장을 내고 사직했다. 최종 관직은 통훈대부 광주군 경안찰방(慶安察訪)에 이르렀으며, 만년에 노인직으로 절충장군 행용양위부호군에 올랐다. 송곡 이서우와는 8촌간이고, 태화 이현상의 고조부가 된다. 대한제국의 법관 이재정(李在正)은 그의 6대손이 된다.
생가쪽 생모와 생조모를 통해 정종과 세종대왕의 외손이 되지만, 생외조부 이집은 영해군 이당의 6대손 이숙무의 서자였고, 생조모 전주이씨 이애임은 선성군 무생의 5대손 충정공 이홍주의 서녀였다.

## 생애

### 출생과 가계
1648년(인조 26년) 7월 26일에 태어났으며, 아버지는 이영구(李英久)이고 어머니는 미상이다. 생부는 이경태이고 생모는 이집의 딸 전주이씨이다. 그는 생가 어머니를 통해 영해군 이당의 외손이고, 생조모 이애임(李愛任)을 통해서 선성군 이무생의 외손이 되지만, 생모와 생조모는 모두 서출이었다. 생모의 친정아버지 이집이 영해군 당의 5대손 이숙무의 서자였고, 생조모는 이홍주의 서녀였다. 자는 성택(聖澤), 설지(說之), 택보(澤甫)이다.
생가 8대조 이경연 혹은 6대조 이지방(李之芳)이 강원도 강릉에서 경기도 광주군 언주면(현, 경기도 성남시 분당구 대장동, 낙생동)으로 이주하여 광주 언주에서 거주했지만, 포천 출신 이영구(李英久)의 양자가 되어 포천군 일동면으로 이주하였다. 양아버지 이영구(李英久)의 가계는 조부 이규(李規), 증조부는 이여추(李汝樞)이다. 그러나 양자로 갔던 이영구와 이여추 이전의 가계는 실전되었다. 출생년대는 불분명하여 1648년생 설 외에도 1651년생 설, 1652년생 설 등이 있다. 족보에는 1652년생으로 기록되었으나 국조방목, 문과방목에는 모두 1648년생으로 나타난다.
그는 본생가로는 내의원 의관 이희헌(李希憲)의 4대손인데, 생가 할아버지 이원빈은 통덕랑으로 사마시에 합격한 뒤 동몽교관, 현감을 역임했으며, 생가 할머니 전주이씨 이애임(全州李氏 李愛任)은 정종의 넷째 왕자 선성군 이무생(宣城君 李茂生)의 5대손 영의정 충정공 이홍주의 서녀였다. 할머니 전주이씨 이애임의 친정어머니는 고령신씨 신순복(高靈申氏 申福順)으로, 신숙주의 5대손 진사 신례(申椽+忠+忠)의 노비 출신 첩 향운(香雲) 소생 서녀였다. 신례는 신숙주의 후손으로 정랑으로 승지에 추증된 신수경(申秀涇)의 아들이며 신수경은 신함(申涵)의 아들 혜숙옹주와 신항(申沆)의 양자가 되었다. 생부 이경태는 사후 증 통훈대부 장악원정에 증직되었다.
생모 전주이씨는 세종대왕의 왕자 영해군 이당의 6대손 승의랑, 진용교위를 지낸 이집(李鏶)의 딸이고, 어머니는 영산신씨로 동지 신일(辛逸)의 딸이다. 할아버지는 가선대부 이숙명(李俶命)이고, 증조부는 현령으로 증 좌승지에 추증된 이덕수(李德壽)이며, 고조부는 선성수 이기(宣城守 李期)로, 영춘군(永春君 仁)의 6대손이다. 그러나 생가 외할아버지인 이집은 가선대부 이숙명의 서자였고, 이숙명의 양녀(良女) 소생 첩 순정(順貞)이 생모였다.

### 초기 활동
생가는 경기도 광주군 낙생면과 언주면 일대에 살았으나 친족 이영구의 양자가 되면서 경기도 포천군으로 이주했다. 이후 그는 이동면 장암리 배선동에 정착했고, 후손들은 일동면 유동리, 원통, 덕현, 기산리 등에 정착했다.그가 이영구(李英久)의 양자가 된 시점은 기록이 사라졌지만 1681년(숙종 7년) 문과에 응시할 때는 거주지는 경기도 포천이었다.
그의 생부 이경태는 1691년(숙종 17년)까지 생존해 있었지만 국조방목, 문과방목에는 자시하로 되어 있다. 양부 이영구는 1678년 이전에 사망한 것으로 추정된다. 일부 문과방목 사본에는 그의 이름이 잘못 등재되어 있어 이상우(李尙宇)로 나타난다. 다른 문과방목, 국조방목에는 이상우로 등재되어 있지만, 그의 이름이 이상우(李尙宇)로 기록된 문과방목본 제5권은 한국학중앙연구원에서 소장하고 있다.
어느 학자의 문인이 되었는지 혹은 한성의 사부학당에 입학해서 수학했는지, 수학 기록은 전하지 않는다.
훈련원주부 이정추(李廷樞)의 딸 학성이씨(鶴城李氏)와 혼인했는데, 장인 이정추는 무과에 급제하여 훈련원판관, 훈련원주부 등을 역임했다. 처조부는 군자감판관 이언신(李彦信)이고, 처증조는 함안군수 이순광(李順光)이며 처고조는 이정숙(李貞淑) 또는 이천령(李千齡)이며, 통덕랑 직무(直武)의 5대손이다. 처삼촌은 이정량(李廷樑)으로 무과에 급제하여 강화중군(江華中軍), 충청도병마절도사등을 역임다.
장남 이필수(李必壽)는 일찍 사망하고 차남 이익수는 관상감 교수를 역임하고 사후 증 호조참판에 추증됐으며, 셋째 아들 이인수는 절충장군 첨지중추부사를 역임했다. 둘째 아들 이익수의 관직 경력은 족보에서 실전되었다가 2000년대 이후 조선 왕조 왕실 족보가 공개되면서 이익수의 사위 이동모(李東模, 서산군 이혜 11대손)의 기록에 敎官羽溪李益壽女英祖己酉生乙亥卒이라 하여, 이익수가 교관을 지낸 것과, 승정원일기에 관상감 겸교수 임명 기록이 확인되었다.

### 과거 급제와 관료 생활
일찍이 유학으로 관학 유생이 되었다. 1677년(숙종 3) 12월 15일 숙종이 친히 전강을 실시할 때 유학으로서 전강에 서략(書略, 8등)하여 종이 4권, 필 4병, 먹 3개를 선물로 하사받았다. 같은 날 전강에서 상위 성적을 받은 유생들에게 자격을 부여할 때, 숙종의 명으로 예조로부터 일분(一分)을 하사받았다. 그가 전강에서 심릉(沈棱) 등과 1분을 사급받은 것은 승정원일기, 전강등록에 나타난다. 그는 본가 쪽으로는 송곡 이서우와는 8촌간으로 1680년 경신환국 당시에는 연좌되지 않았다.
통덕랑으로 재직 중 1681년(숙종 7년) 12월 식년 문과(式年文科)에 병과(丙科) 22위로 급제, 찰방을 지냈다. 1682년(숙종 8) 7월 2일 교서관정자(校書館正字), 7월 3일 교서관정자(校書館正字), 9월 6일 교서관저작(校書館著作)이 되었으며 1683년(숙종 9년) 1월 11일 문신 전강에 나오지 않은 허지(許墀) 등을 파직할 때 함께 교서관저작에서 파직되었다. 1684년(숙종 10) 6월 2일 서용의 명이 내려졌다. 같은 날 직첩을 환급받았다. 이후 의영고주부, 교서관교리를 거쳐 7월 2일 다시 교서관저작에 임명되고 1684년 9월 14일 교서관박사(校書館博士)에 임명되었다.
동년 12월 27일 의영고주부가 되고, 1685년 3월 10일 의영고주부로 경연윤대관(輪對官)이 되었다. 다시 의영고주부가 되어 1685년 7월 주부로 재직 중, 사직기우제(社稷祈雨祭)에 참석하여 그해 7월 18일 사직기우제 참석 관원들을 포상할 때 아마 1필을 선물로 받았다. 1686년(숙종 12년) 1월 10일 성균관전적(典籍)이 되었다가, 10월 5일 교서관교검(校檢)으로 임명되었다. 이후 사헌부감찰, 1687년 9월 2일 교서관저작, 1689년 사헌부감찰, 성균관전적, 1694년(숙종 20년) 4월 1일 갑술환국으로 면직되었다가 곧 서용의 명령이 내려졌지만 한동안 관직에 나가지 못했다.
1704년(숙종 30) 성균관전적, 1705년(숙종 31) 교서관검교에 제수되고 그해 3월 2일 승문원교검(承文院校檢), 8월 30일의 경연윤대관에 선발되었다. 1709년(숙종 35) 4월 12일 제주도교수(濟州道敎授)에 임명되었지만, 4월 18일 이조(吏曹)에 신병으로 부임하기 어렵다는 정장(呈狀)을 내 숙종이 윤허, 해임되었다. 1709년 7월 27일 승문원교검에 복직되었다. 1711년(숙종 37) 6월 29일 경안역찰방(慶安驛察訪)으로 부임하였다가, 3년만에 관직에서 물러났다. 1711년 11월 24일 선원록청에서 무주 적상산성 선원각에 봉원할 때, 경안찰방으로 선원록 봉안차사원(奉安差使員)에 임명되어 11월 24일부터 11월 26일 충청도 직산에 도착할 때까지 도차사원 교하현감 이익량(李翊亮)과 함께 선원록 운반을 배행하였다. 1714년(숙종 40년) 6월 사퇴하고 경안찰방에서 물러났다.
1728년(영조 5) 1월 그의 서(庶) 9촌조카 이순관, 이익관, 서9촌조카사위 민관효 등이 이인좌의 난에 가담하였다가 사형당했지만 그는 고령이라는 이유로 연좌되지 않았다.
그뒤 노인직으로 수계 절충장군(折衝將軍) 행용양위부호군(行龍馬+襄衛副護軍)에 제수되었다. 호군(護軍)에 이르렀다. 1742년(영조 19) 8월 22일에 사망하였으며, 일설에는 1732년(영조 9)에 사망했다는 설도 있다.

### 사후

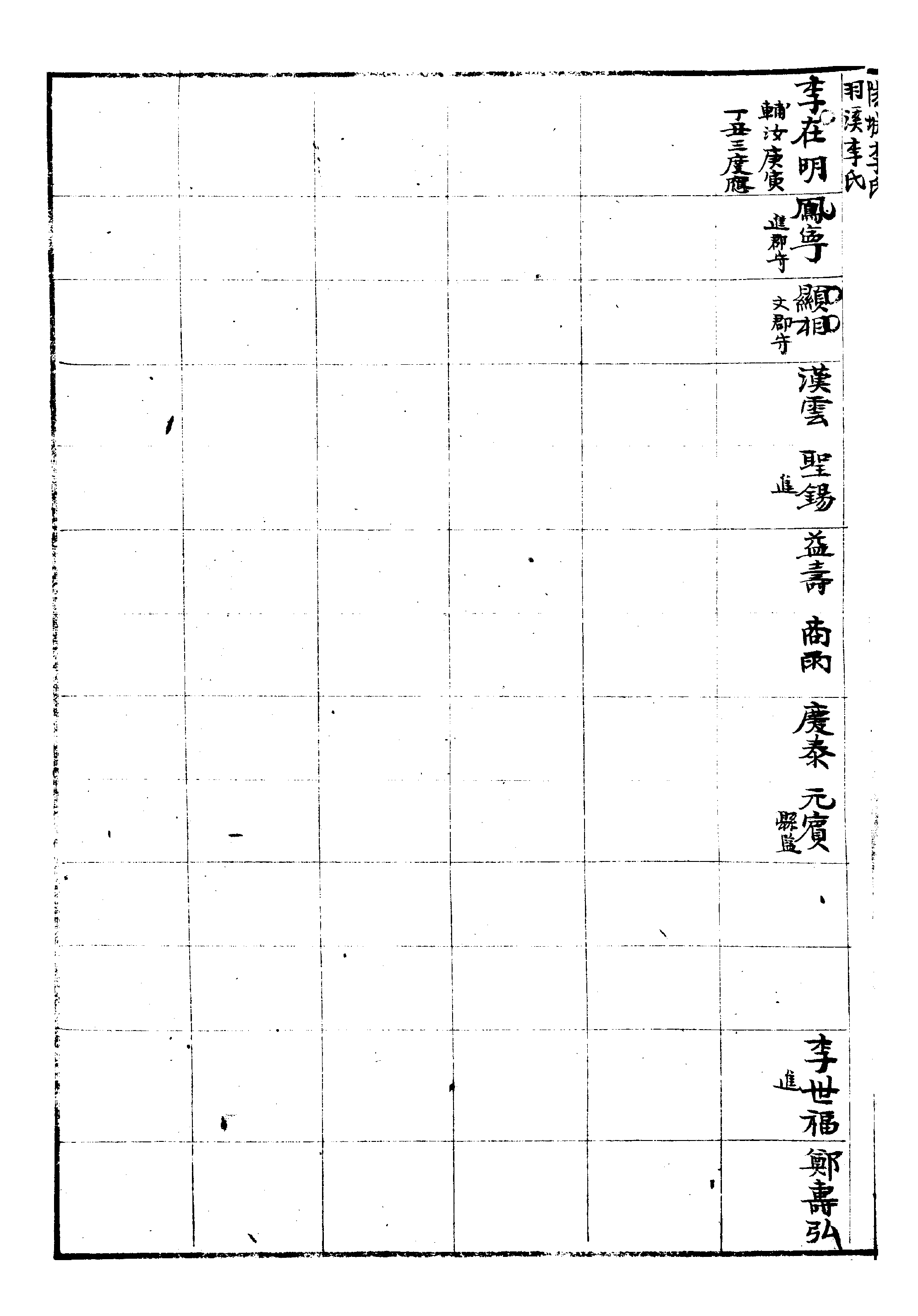
문보의 이재명 편
7번째 칸에 그의 이름이 있다.

양아버지 이영구(李英久)의 가계는 조부 이규(李規), 증조부는 이여추(李汝樞)의 가계는 실전되어 1810년(순조 10) 이후에 편찬된 우계이씨의 족보에서는 그는 본생가로 환원되었다.
묘소는 경기도 영평군 배상동(排上洞, 현, 경기도 포천시 이동면 장암리(場岩里) 배상골(또는 배산골, 배선골 또는 배선동 부락)) 가리산 묘좌(卯坐)에 부인 학성이씨와 합장되었다. 장남 이필수는 5대손 대에 남자 후손이 단절되었지만 차남 이익수의 증손, 4대손이 태화 이현상이고, 5대손, 6대손, 7대손이 각각 분서 이봉녕, 이재명, 이휘선이고 삼남 이인수의 4대손이 대한제국 때의 법관 이재정, 5대손이 군수 이교선, 안산의 군청 주사 이민선, 6대손이 서울시의회 초대 시의원 이원찬 등이 태어났다. 
그의 후손들은 이동면 장암리 외에도 다른 아들 이인수는 근처 일동면 유동리, 원통(圓通) 일대에 살았고, 생가 이복동생 이춘우(李春雨)는 근처 일동면 기산리로 이주하여 생활하였다. 그의 후손들은 경기도 포천시 일동면 기산리, 유동리, 길명리와 주변 지역에 살게 되었다.
사후 손자 성석과 원석 등이 노인직으로 가선대부 동지중추부사에 올랐으므로 그에게도 추은(追恩)으로 증직이 내려져 증(贈) 통정대부 승정원좌승지겸 경연참찬관(通政大夫承政院左承旨兼經筵參贊官)에 추증되었다.
묘비는 훼손되고 6.25 전쟁으로 일부 추가 훼손되면서 1995년 10월 3일 후손이 세운 비석이 있다. 또한 망주석은 묘소 앞 약 50m 지점에 위치해 있다.

## 가족 관계

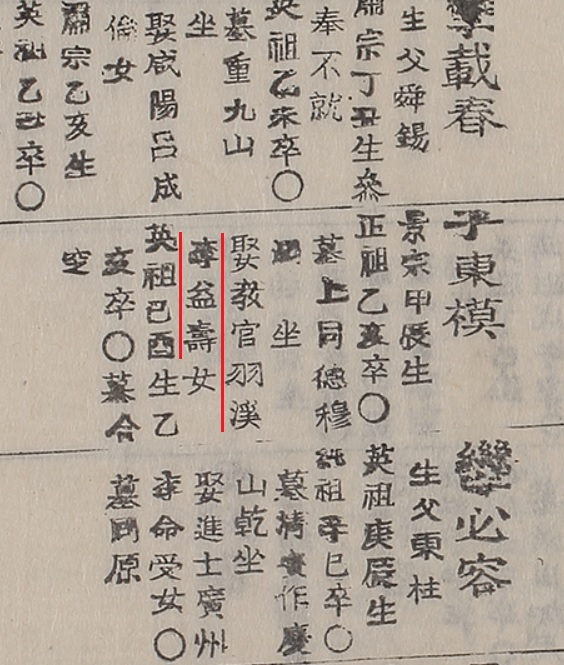
둘째 아들 이익수의 교관 기록
1900년~1902년 무렵 편찬된 선원보 중 양녕대군파보 기록으로, 이동모의 처가 교관 우계 이익수녀 라고 기록되어 있다. 이익수의 관직 역임 기록은 그의 집안 족보에서는 실전되었다.

그의 생가 누이 중 1명은 효령대군과 이간의 후손되는 이세빈에게 출가했다. 이세빈의 고조부 이경복의 동생이 완원군 이경유인데, 이경유의 딸은 그의 생가쪽 7촌아저씨 이경항의 처이다.
- 양 증조부 : 이여추(李汝樞)
- 양 할아버지 : 이규(李規)
- 양 아버지 : 이영구(李英久)
- 양 어머니 : 이름 미상
  - 동생 : 이은우(李殷雨)
- 생 증조부 : 이희헌(李希憲, 1569년 6월 15일 - 1651년 11월 28일), 내의원 의관
- 생 조부 : 이원빈(李元賓, 1608년 4월 12일 ~ 1679년 5월 26일)
- 생 조모 : 전주이씨(1611년 2월 18일 - 1673년 3월 26일), 정종의 서자 선성군 5대손 이홍주의 서녀
- 생부 : 이경태(李慶泰, 1632년 9월 3일 - 1691년 4월 2일)
- 생모 : 전주이씨(1635년 12월 28일 - 1671년 7월 26일), 영해군 이당의 아들 영춘군의 6대손 진용교위 이집(李鏶)의 딸
  - 동생 : 이윤우(李潤雨)
  - 제수 : 창원황씨, 생몰년 미상
  - 제수 : 전주이씨, 생몰년 미상
    - 조카사위 : 우순요(禹順堯, 본관은 단양)

  - 여동생 : 우계이씨
  - 매제 : 이세빈(李世彬, 본관은 전주), 효령대군 후손, 오위장 이간 아들 이경복(李慶福)의 4대손
    - 생질 : 이중개(李重開)
    - 생질 : 이진개(李震開)

  - 여동생 : 우계이씨
  - 매제 : 우흥적(禹興績, 본관은 단양)
    - 생질 : 우순요(禹順堯)
- 계모 : 의령남씨(1640년 1월 18일 - 1709년 11월 23일)
  - 동생 : 이춘우(李春雨, 1684년 - 1735년 2월 11일, 묘는 일동면 기산리 유좌에 있다.)
  - 제수 : 파평윤씨
    - 조카 : 이창수(李昌壽, 1718년 8월 7일 - 1794년 1월 6일)
    - 조카사위 : 양시장(楊時長, 본관은 청주, 부 세신(歲新))
- 부인 : 학성이씨(1652년 7월 16일 - 1719년 1월 25일), 훈련원주부 이정추(李廷樞)의 딸
  - 아들 : 이필수(李必壽)
  - 며느리 : 장수황씨, 황협(黃浹)의 딸
    - 손자 : 이희석(李禧錫)

  - 아들 : 이익수(李益壽, 1682년 9월 23일 - 1755년 10월 29일)
    - 손자 : 이성석(李聖錫), 다른 아들 이인수의 아들로 양자가 됨

  - 아들 : 이인수(李仁壽, 1685년 6월 20일 - 1755년 9월 12일)
    - 손자 : 이중석(李重錫)
    - 손자 : 이광석(李光錫)
    - 손자 : 이성석(李聖錫), 숙부 이익수의 양자가 됨
    - 손자 : 이효석(李孝錫)
    - 손자 : 이명석(李命錫)
    - 손자 : 이원석(李元錫)

  - 사위 : 윤항화(尹恒和), 본관은 해평
  - 사위 : 우순요(禹順堯), 본관은 단양
- 장인 : 이정추(李廷樞, 1606년 ~ ?), 본관은 학성
  - 처조부 : 이언신(李彦信), 군자감판관
- 생 외할아버지 : 이집(李鏶, 1613년 ~), 영해군 당 5대손 가선대부 이숙무의 서자, 본관은 전주
- 생 외할머니 : 영산신씨(靈山辛氏), 동지중추부사 신일(辛逸)의 딸
  - 생 외삼촌 : 이재무(李再茂, 1640년 ~ )
- 생 서외조모 : 예춘(禮春), 노비 출신 첩
  - 서외삼촌 : 이재방(李再芳)
- 생 외증조부 : 이숙무(1558년 12월 16일 ~ 1615년 9월 8일)

## 같이 보기
| - 교서관 - 승문원 - 이서우 - 이희헌 - 이감 - 이홍주 - 윤간 - 윤두수 - 이현상 - 이재정 - 이봉녕 | - 경안역 - 입양 - 선성군 - 영해군 - 이성석 - 이경록 - 이간 - 이명남 - 이재명 - 이하선 - 이휘선 |

## 참고 문헌
- 국조방목
- 승정원일기
- 赤裳山城璿源錄奉安形止案